# Madeleine Sibille
Madeleine Sibille (née le 25 février 1895 à Paris et mort le 19 juillet 1984 à Paris) est une chanteuse française  d'opéra soprano.

## Biographie
Madeleine Marie Charlotte Sibille nait à Paris. Elle passe la plus grande partie de sa carrière à l'Opéra-Comique, faisant ses débuts avec le rôle de Mercedes dans Carmen le 11 janvier 1920). Elle crée plusieurs rôles lors de représentations d'opéra et d'opérette à l'Opéra-Comique. 
Elle se retire de la scène en 1939 et devient professeur de chant. Elle meurt à Paris le 19 juillet 1984.

## Rôles

### Créations[2]
- Milena dans l'opéra La Griffe de Félix Fourdrain lors de la première le 5 novembre 1923
- Vatleen dans l'opéra L'appel de la mer de Rabaud en (1924)
- Béatrice dans l'opérette Le testament de la tante Caroline de Roussel en 1937
- la femme du matelos dans Le pauvre matelot en 1927 de Darius Milhaud
- la Comtesse Feodora dans La peau de chagrin en 1929
- Le couronnement de Popée de Claudio Monteverdi
- L'Enfant et les Sortilèges de Maurice Ravel
- Tristan und Isolde de Richard Wagner

### Autres rôles[3]
- Santuzza dans Cavalleria rusticana de Mascagni
- Giulietta dans Les Contes d'Hoffmann de Jacques Offenbach
- La mère dans Louise de Gustave Charpentier
- Taven dans Mireille de Charles Gounod
- Anita dans La Navaraisse de Jules Massenet
- Télémaque dans Pénélope de Gabriel Fauré
- Geneviève dans Pelléas et Mélisande de Claude Debussy
- Mercédès dans Carmen de Georges Bizet
- La Lépreuse de Sylvio Lazzari

### Cinéma
- La cantatrice dans La Malibran de Sacha Guitry (1943 Pathé Production)